# Meerane
Meerane là một thị xã thuộc Zwickau thuộc bang Sachsen, Đức. Thị xã này nằm ở trung độ giữa các thị xã Chemnitz và Zwickau.